# جول (اورگن)
جول (به انگلیسی: Jewell) یک منطقهٔ مسکونی در ایالات متحده آمریکا است که در شهرستان کلتساپ واقع شده‌است. جول ۷۷۶٫۵ کیلومتر مربع مساحت و ۹۹۴ نفر جمعیت دارد و ۲۰۷٫۲۷ متر بالاتر از سطح دریا واقع شده‌است.